# El ventre del mal
El ventre del mal (títol original en anglès, Deliver Us) és una pel·lícula de terror religiosa estatunidenca del 2023 dirigida per Lee Roy Kunz i Cru Ennis, i escrita per Lee Roy i Kane Kunz. És protagonitzada per Lee Roy Kunz, Maria Vera Ratti, Alexander Siddig, Jaune Kimmel i Thomas Kretschmann. La pel·lícula segueix una dona que està a punt de donar a llum bessons, que naixeran per ser un messies i un anticrist, respectivament, basant-se en una antiga profecia. S'ha doblat al català.
Es va estrenar al Festival de Cinema Popcorn Frights el 10 d'agost de 2023 i va arribar als cinemes dels Estats Units a càrrec de Magnet Releasing el 29 de setembre de 2023.